# Tempo de compilação
Na Ciência da computação, o termo tempo de compilação ("compile time", em inglês), é uma referência ao momento em que um programa de computador é compilado. Este termo é contraposto ao termo tempo de execução ("run time", em inglês), se referindo ao momento durante o qual um programa se encontra em execução.
O Tempo de compilação pode se referir, ou às operações realizadas por um compilador, ou a uma série de requerimentos que precisam ser satisfeitos pelo código fonte de uma linguagem de programação para que o programa seja compilado com sucesso, ou às propriedades de um programa que surgem durante a compilação.